# Château d'Hauterives (Lozère)
Zřícenina hradu Château d'Hauterives se nalézá nad stejnojmennou osadou na levém břehu řeky Tarn v soutěsce  Gorges du Tarn asi 3 km severovýchodně od městečka La Malène na katastrálním území městečka Sainte-Enimie ve francouzském departementu Lozère.

## Poloha
Hrad Hauterives se nachází na skále nad stejnojmennou vesnicí v obci Sainte-Enimie ve francouzské provincii Lozère. Kdysi býval hlavním sídlem panství Hauterives, nyní je v troskách (v troskách byl již v roce 1724) a je obtížně přístupný, protože do vesnice Hauterives nevede žádná silnice, vesnice je přístupná je pouze po turistických chodnících vedoucích po břehu řeky Tarn. Sama vesnice je zásobována ze silnice nákladní lanovkou přes řeku a dále pomocí loděk.

## Historie
Hrad, který nechal ve 12. století postavit pán ze Séverac-le-Château mimo jiné na ochranu přístupu na náhorní plošinu  Causse Méjean, přešel v roce 1508 spolu s pozemky v Sévéracu do vlastnictví rodu Arpajonů, kteří již od roku 1385 vlastnili sňatkem Huga d'Arpajon s Jeanne de Severac lenní právo na Sévérac-le-Château. Podle M. Monestiera byl prvním vikomtem z Hauterive tehdy žijící Gui I. d'Arpajon; podle knihy Historie velkých důstojníků koruny to byl jeho syn Jean III. d'Arpajon, žijící v roce 1514. Panství Arpajon bylo jedním z dvanácti panství, která dávala právo vstupu do jednotlivých držav Gévaudanu. Hrad zanikl mezi lety 1629-1634.

## Galerie

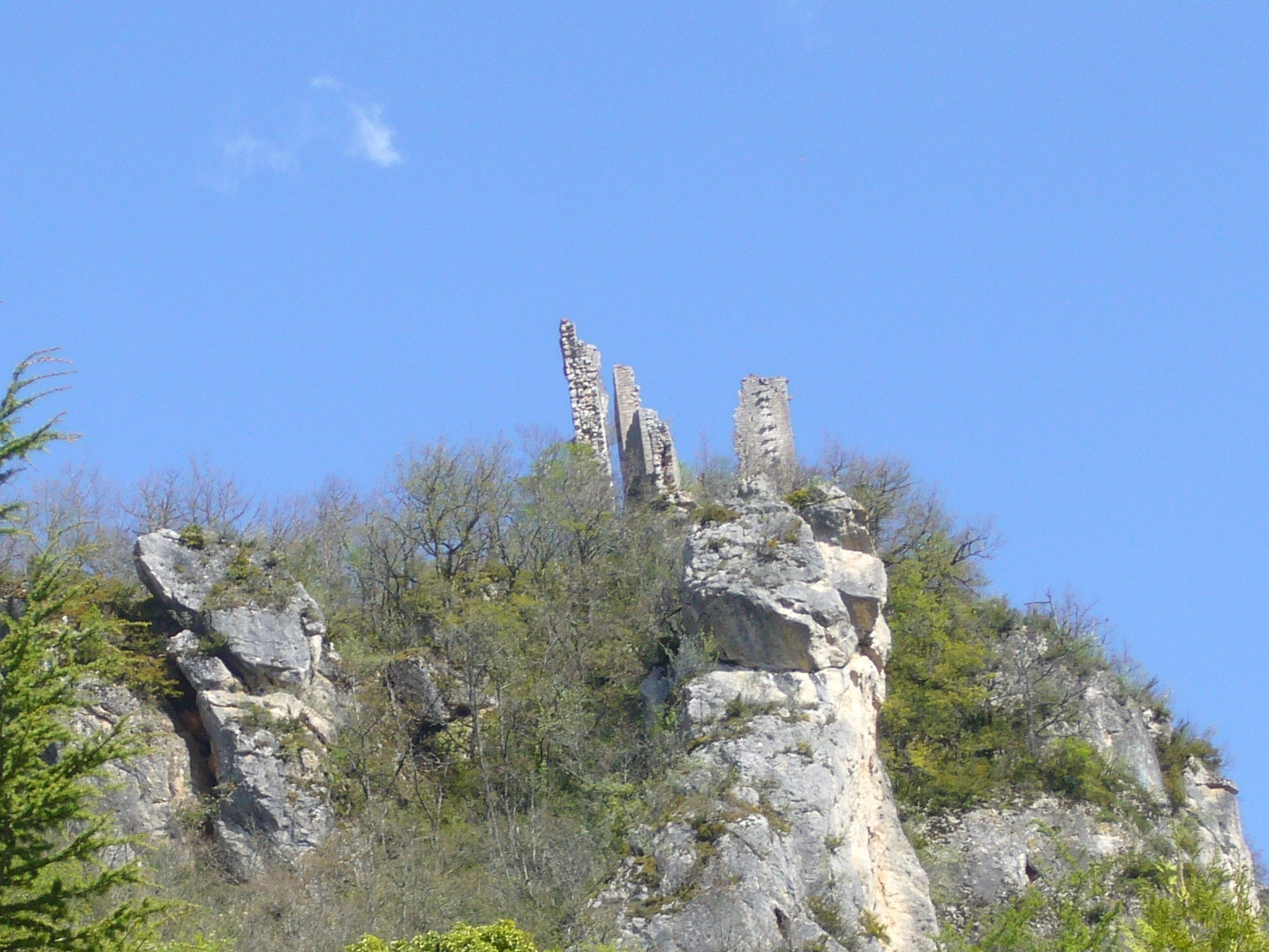
zřícenina hradu Château d'Hauterives
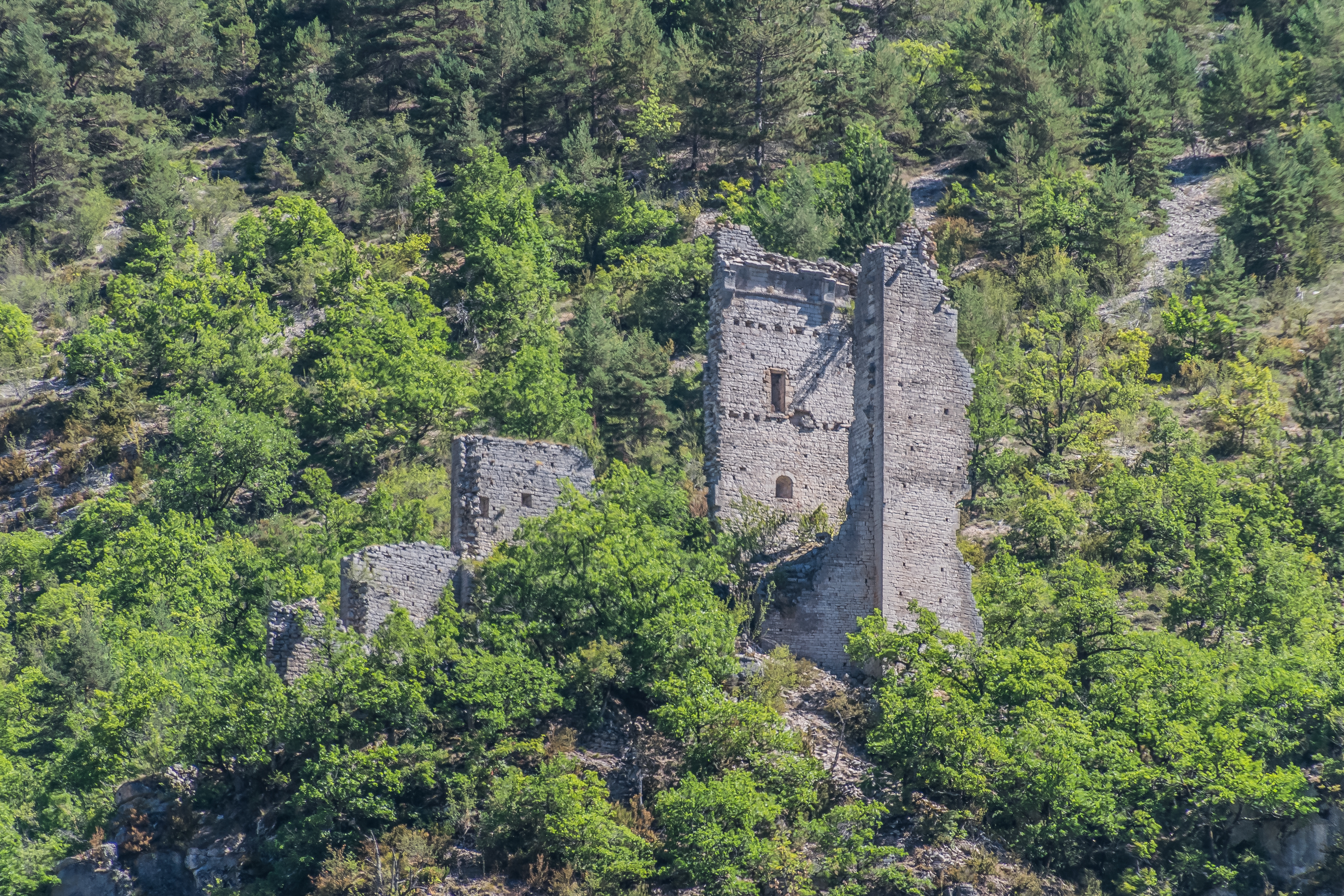
zřícenina hradu Château d'Hauterives
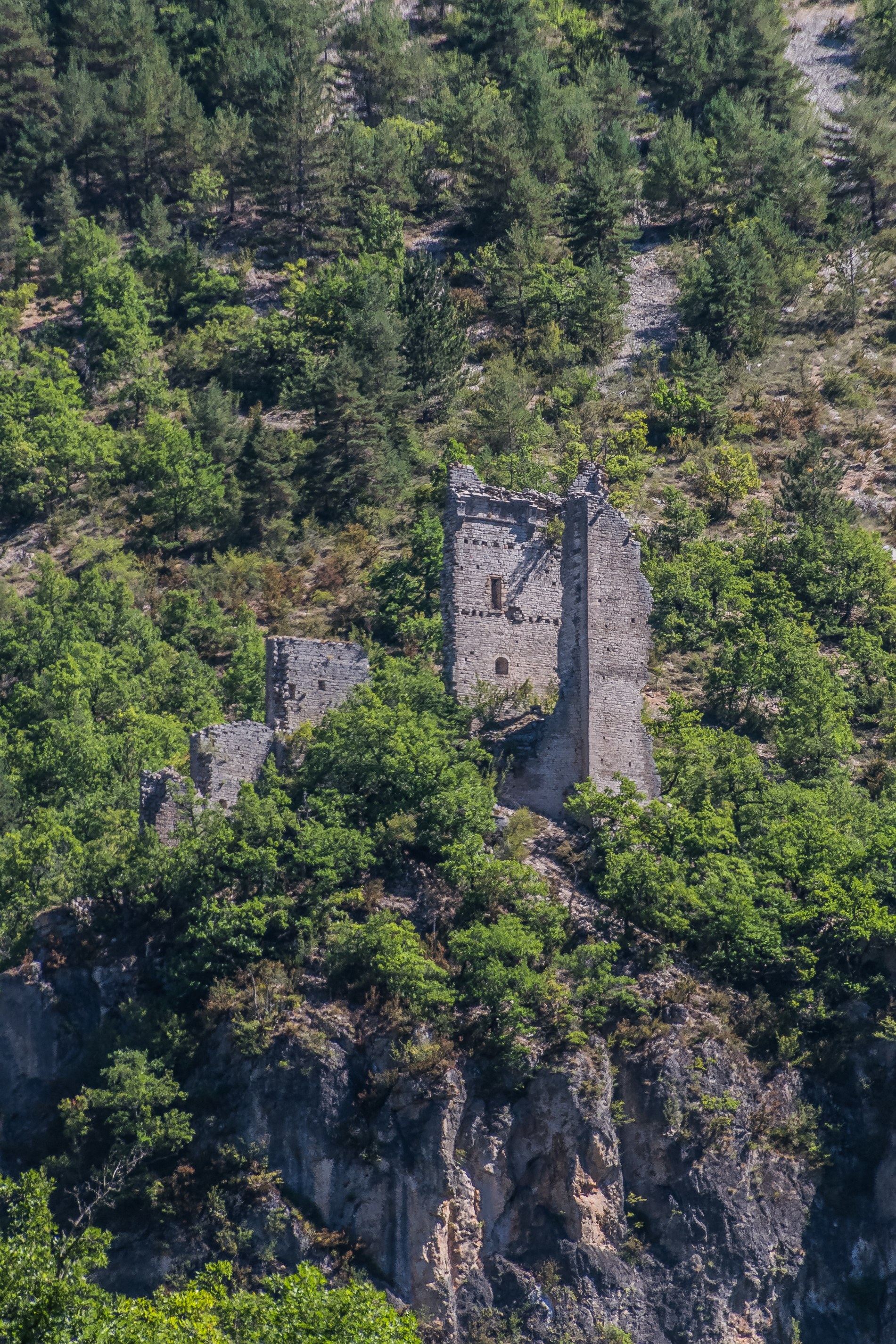
zřícenina hradu Château d'Hauterives